# Georges Sorel
Georges Eugène Sorel (Cherburgo, 2 de noviembre de 1847-Boulogne-sur-Seine, 29 de agosto de 1922) fue un filósofo francés y teórico del sindicalismo revolucionario. Es conocido por su noción de la violencia como factor determinante en el proceso histórico y ha sido considerado como uno de los introductores del marxismo en Francia.

## Biografía
Hijo de un comerciante de aceites y aguas carbonatadas, cuyo negocio declinó, y de una madre muy piadosa, prima del historiador Albert Sorel, Georges Sorel ingresó en la Escuela Politécnica, egresó en 1865 y en 1869 revistó en el Cuerpo de Ingenieros de puentes y caminos. Prestó servicio en Córcega hasta junio de 1871 y luego en varios lugares del sur de Francia, Albi, Gap y Draguignan.  Entre 1876 y 1879 estuvo en Mostaganem, Argelia, antes de pasar a Perpiñán. A los 45 años, en 1892, dimitió de su puesto de ingeniero jefe y se trasladó a París, luego a Boulogne-sur-Seine donde convivió con Marie David, una antigua obrera, casi analfabeta, con quien nunca se casará debido, quizás, a la oposición de su madre. Tras su muerte en 1897, Sorel le dedicó a Marie sus Réflexions sur la violence, publicado en 1908,“libro enteramente inspirado por su espíritu”.
A partir de la segunda mitad de la década de 1880, publicó estudios en diferentes campos (meteorología, hidrología, arquitectura, física, historia política y religiosa, filosofía) que revelan influencia de los estudios históricos de Hippolyte Taine y de Ernest Renan. En 1893, afirmó su compromiso socialista y marxista. Su reflexión social y filosófica se basó en sus lecturas de Proudhon, Karl Marx, Giambattista Vico y Henri Bergson (cuyas clases tomó en el Colegio de Francia); luego, más tarde, tomó elementos del pragmatismo de William James.
Su entrada en política estuvo acompañada de una densa correspondencia con el filósofo italiano Benedetto Croce y el sociólogo Vilfredo Pareto. Después de haber colaborado en las primeras revistas marxistas francesas Sorel participó, entre los siglos XIX y XX, en el debate sobre la crisis de marxismo tomando el partido de Eduard Bernstein frente a Karl Kautsky y Antonio Labriola.
Favorable a la revisión del caso Dreyfus, Sorel contribuyó, hacia 1905, al surgimiento teórico del sindicalismo revolucionario.
Decepcionado por la CGT, algunos autores como Sternhell sostienen que habría afirmado su adhesión al nacionalismo integral; citan como testimonio la publicación por parte de Sorel, en 1910, de un artículo dedicado al «Misterio de la Caridad de Juana de Arco» de Charles Péguy aparecido en el periódico de la Action française; texto con el cual el propio Péguy marcó claramente sus diferencias. Por ello es que otros autores consideran que su acercamiento al movimiento de Charles Maurras no significó ninguna simpatía por las ideologías nacionalistas que Sorel denigraba repetidamente. Sin embargo, se convirtió en una importante fuente de inspiración para los iniciadores del «Cercle Proudhon», que reunió a sindicalistas revolucionarios y nacionalistas, incluido el principal discípulo de Sorel, Édouard Berth. Los historiadores Georges Navet y Géraud Poumarède han demostrado que Sorel desautorizó explícitamente el Cercle.
Ferozmente opuesto a la Sagrada Unión de 1914, Sorel condenó la Gran Guerra y saludó el advenimiento de la revolución rusa, juzgando a Lenin como "el mayor teórico que ha tenido el socialismo desde Marx". En los diarios italianos escribió numerosos artículos en defensa de los bolcheviques. Muy hostil a Gabriele D'Annunzio no muestra ninguna simpatía por el ascenso del fascismo. Si bien, según Jean Variot, en las Observaciones póstumas publicadas trece años después de su muerte, y por tanto incomprobables, habría depositado algunas esperanzas en Mussolini. 
Georges Sorel murió en Buologne-sur-Seine en 1922 y está enterrado en la bóveda de su hijo adoptivo Jean-Baptiste David en Tenay.

## Política
Sorel había sido monárquico y tradicionalista antes de pasarse al marxismo ortodoxo en la década de 1890; en cambio siguió apoyando valores comúnmente asociados con el conservadurismo. Trató de llenar los huecos que veía en la teoría marxista pero al final creó una variante extremadamente heterodoxa de la ideología. Criticó lo que consideraba como el racionalismo de Karl Marx y sus tendencias utópicas, creyendo que el centro del pensamiento de Marx estaba más cerca del cristianismo primitivo que de la Revolución francesa. Rechazó las teorías marxistas del materialismo histórico, el materialismo dialéctico y el internacionalismo. No veía al marxismo como 'verdadero' en un sentido científico, como hacían los marxistas ortodoxos. Más bien, era 'verdadero' en tanto prometía un papel redentor al proletariado dentro de una sociedad en decadencia.
Sorel fundó teóricamente el sindicalismo revolucionario como una corriente sindical diferente del socialismo, del anarquismo y del comunismo. Como Proudhon, veía al socialismo como una cuestión principalmente moral. También estaba fuertemente influenciado por Henri Bergson, quien desarrolló la importancia del mito y criticó el materialismo científico; por el culto a la grandeza y el odio a la mediocridad de Nietzsche, y por la habilidad de reconocer la corrupción en la democracia de conservadores liberales como Tocqueville, Taine y Renan. Por estas razones Sorel suele ser asociado tanto al fascismo como al anarquismo. Por sus reflexiones sobre la violencia suele ser asociado al terrorismo. Y a pesar de su desdén por la socialdemocracia, Sorel también respetaba a Eduard Bernstein y estaba de acuerdo con muchas de sus críticas del marxismo ortodoxo, por lo que ha sido asociado con los revisionistas y también con la nueva izquierda.

## Filosofía
Sorel creía que el poder debía pasar de la decadente clase media a la clase trabajadora, y que este objetivo sólo podía lograrse a través de una huelga general que, para ser efectiva, debía ser violenta. Después de 1909 rompió con el sindicalismo y abrazó durante un breve periodo el monarquismo protofascista de Action Française (Acción Francesa, grupo integralista fundado por Charles Maurras), para pasar después a apoyar la causa de la Revolución Bolchevique rusa. La filosofía soreliana tuvo una repercusión considerable en muchos teóricos políticos, como fue el caso de Benito Mussolini. A pesar de lo que se ha afirmado, es improbable su influencia en Lenin, quien sólo lo citó una vez y de manera negativa. Su obra más importante es Reflexiones sobre la violencia (1908).
Sorel escribió sobre una amplia gama de temas, incluyendo la Biblia, Aristóteles y la decadencia del Imperio Romano, además de sus escritos sobre el socialismo. Entre sus principales obras se encuentran L'Avenir socialiste des syndicats (1898; "El futuro socialista de los sindicatos"), Les Illusions du progrès (1908; "Las ilusiones del progreso") y La Révolution dreyfusienne (1909; "La revolución de Dreyfus").